# Gisela Walsken

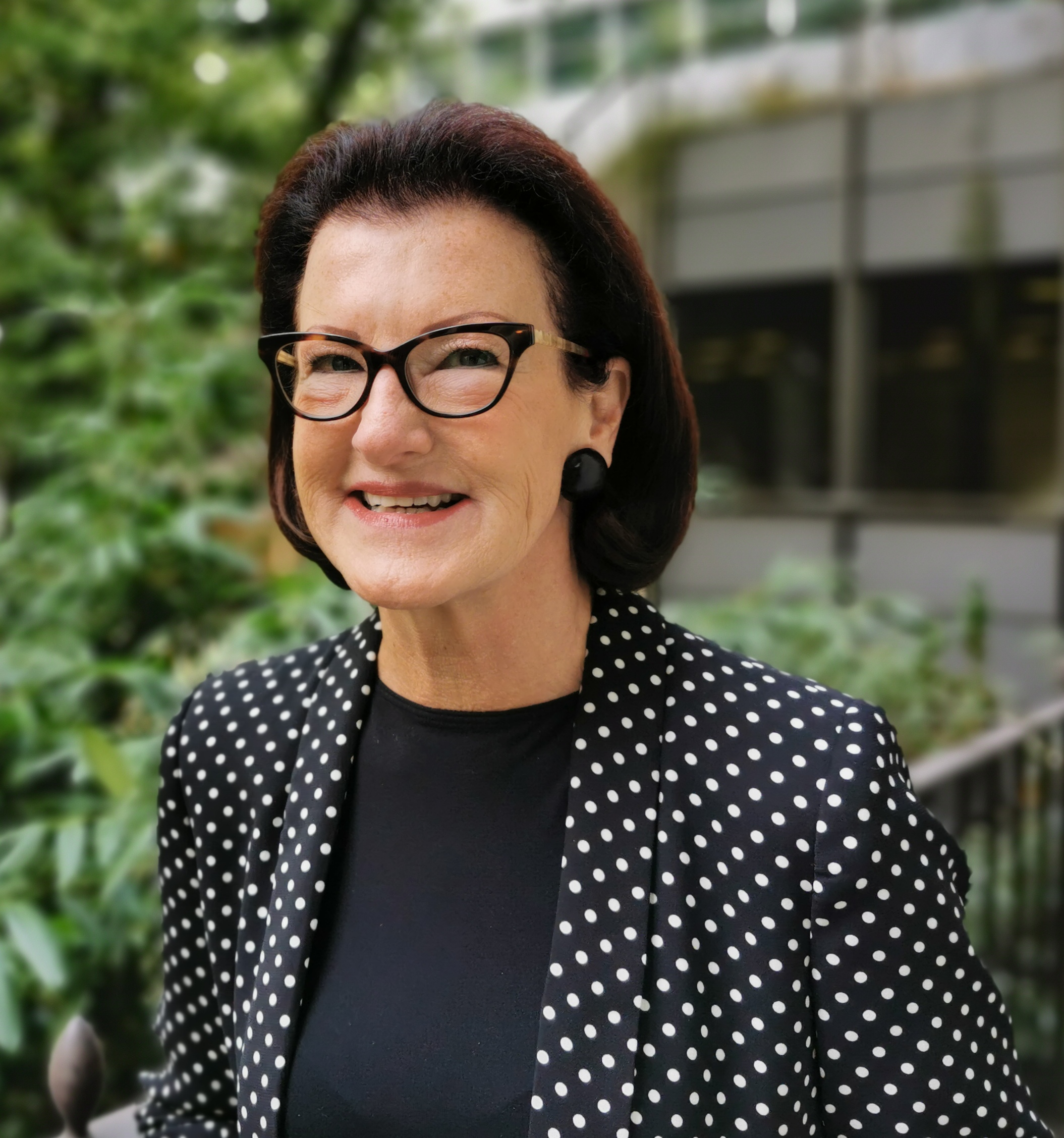
Gisela Walsken (2022)

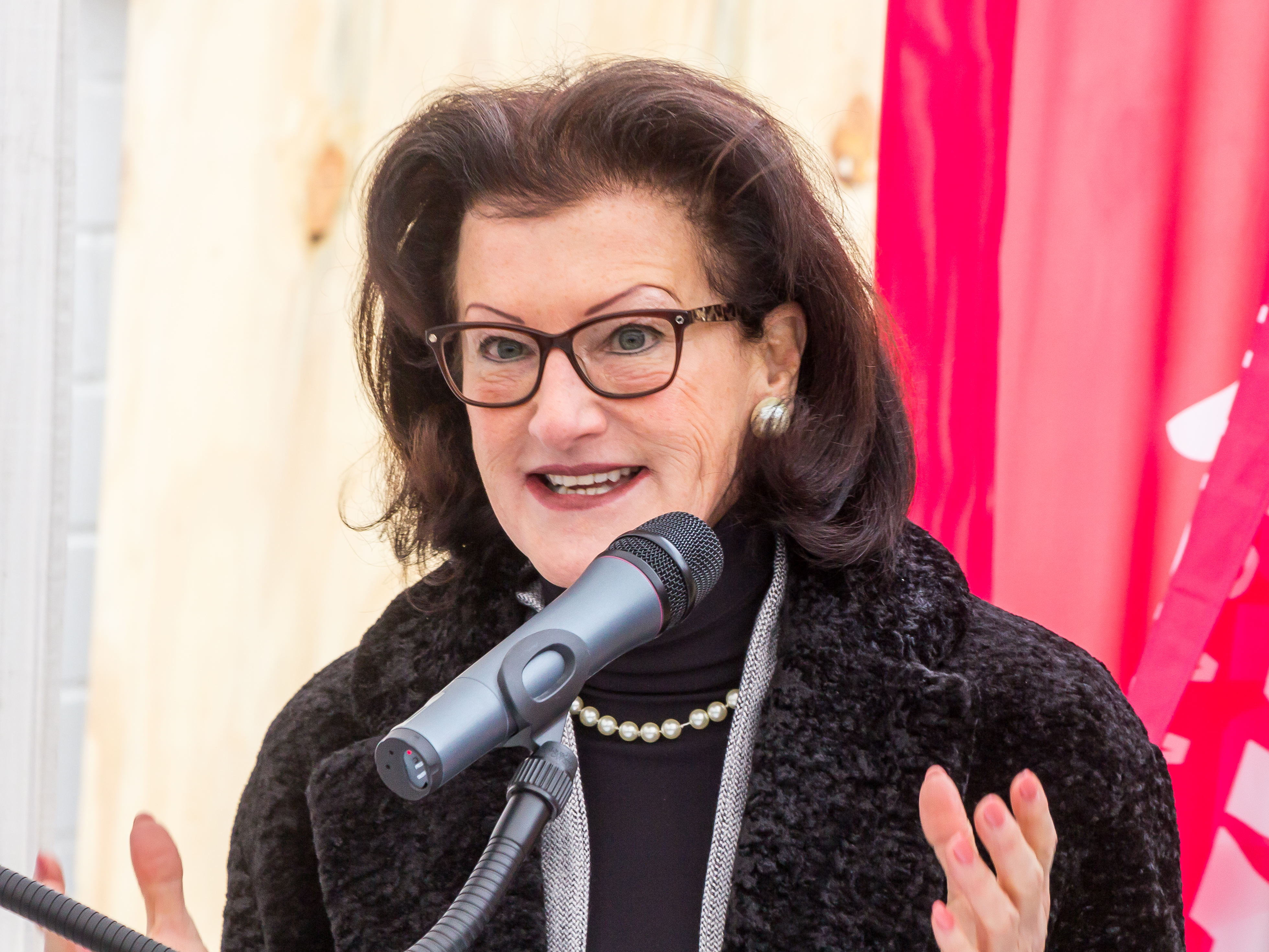
Gisela Walsken, 2018

Gisela Walsken (* 3. Februar 1958 in Duisburg), ehemals Gisela Meyer-Schiffer, ist eine deutsche Politikerin. Sie war von 2010 bis 2022 Regierungspräsidentin des Regierungsbezirks Köln. Zuvor war sie von 1990 bis 2010 Abgeordnete für die SPD im Landtag von Nordrhein-Westfalen.

## Biografie
Nach ihrer Grundschulzeit an der Grundschule Hochfelder Markt in Duisburg machte Walsken 1977 am Johanna-Sebus-Gymnasium ihr Abitur. Danach studierte sie Geschichte und Geographie für das Lehramt für die Sekundarstufen I und II. 1983 schloss sie das Studium mit dem Ersten Staatsexamen ab. Sie wurde Studienreferendarin für das Lehramt Sekundarstufe I und II am Steinbart-Gymnasium und legte die 2. Staatsprüfung ab.
Im Jahr 1987 begann sie eine Tätigkeit als wissenschaftliche Mitarbeiterin beim Kommunalverband Ruhrgebiet (KVR – heute RVR), Abt. Öffentlichkeitsarbeit. Zuletzt war sie dort freiberuflich im Rahmen eines „Mini-Jobs“ im Bereich Ruhr Tour/Veranstaltungen als Honorarkraft tätig.
Sie ist mit dem Politiker und Manager Ernst Martin Walsken verheiratet und hat ein Kind.

## Politik
Gisela Walsken ist seit 1. Januar 1974 Mitglied der SPD. Weiterhin ist sie Mitglied des NRW-Landesvorstandes der SPD. Zu ihren weiteren parteilichen Aufgaben gehörte der Stellvertretende Vorsitz im Unterbezirk Duisburg. Walsken ist Mitglied des Ausschusses für Wohnungsbauförderung der Wohnungsbauförderungsanstalt (WfA) des Landes NRW und Mitglied des Verwaltungsrates des Bau- und Liegenschaftsbetriebes (BLB) NRW.
Walsken war vom 31. Mai 1990 bis zum 19. August 2010 Abgeordnete des Landtags Nordrhein-Westfalen. Sie war dort Sprecherin ihrer Partei im Haushalts- und Finanzausschuss und Mitglied im Ältestenrat. Nach dem Wechsel der Regierungskoalition in Nordrhein-Westfalen wurde sie am 20. Juli 2010 zur Nachfolgerin des Kölner Regierungspräsidenten Hans Peter Lindlar ernannt. Dieses Amt hatte sie bis zum 31. August 2022 inne. Ihr folgte Thomas Wilk nach.

## Mitgliedschaften
Ehrenamtlich ist Walsken im Stiftungsvorstand des Kindermuseums Atlantis in Duisburg engagiert. Sie ist Mitglied der Industriegewerkschaft Metall, im Progressiven Eltern- und Erzieherverband (PEV), der Arbeiterwohlfahrt (AWO), der Falken, der Naturfreunde, im Kinderschutzbund und in der Duisburger Universitätsgesellschaft.